# Tacu-tacu
Il tacu-tacu è un piatto tipico della gastronomia peruviana, specificamente della cucina criolla.
I riferimenti più antichi in merito risalgono all'anno 1872 nel documento Salpicón de Costumbres Nacionales di Flores e Galindo.
Il termine tacu-tacu proverrebbe dal vocabolo quechua «tacuni» che significa «mischiare una cosa con l'altra».

## Preparazione
Il piatto consiste di riso cotto e minestra del giorno prima mischiati e riscaldati in pentola fino a formare una massa omogenea. Le minestre utilizzate sono a base di fagioli, o pallares, o lenticchie. In alcune versioni della ricetta, al termine della cottura, si fa cuocere a fuoco alto in modo da ottenere una crosta croccante sul fondo.

## Specialità
- Tacu-tacu di fagioli: riso e fagioli
- Tacu-tacu di pallares: riso e pallares schiacciati
- Tacu-tacu di lenticchie: riso e lenticchie.
- Tacu-tacu con sábana: il tacu-tacu accompagnato con una bistecca impanata, o alla milanese.[1]
- Tacu-tacu montado: uguale al tacu-tacu con sábana ma con aggiunta di uovo fritto.
- Tacu-tacu ripieno: tacu-tacu ripieno di frutti di mare, pollo o carne di manzo.
- Tacu-tacu condito con salsa: tacu-tacu bagnato con salsa di frutti di mare, di carne di manzo, e altri tipi.